# لئون کسانروف
لئون کسانروف (فرانسوی: Léon Xanrof‎؛ ‏ ۹ دسامبر ۱۸۶۷ – ۱۷ مهٔ ۱۹۵۳) ترانه‌پرداز، نمایشنامه‌نویس و شاعر اهل فرانسه بود.
از فیلم‌هایی که وی در آن‌ها نقش داشته‌است، می‌توان به جلوه عشق اشاره نمود.